# Lucio Calpurnio Pisón Frugi (pretor 113 a. C.)
Lucio Calpurnio Pisón Frugi  (m. 111 a. C.) fue un político y militar romano de finales del siglo II a. C. perteneciente a la gens Calpurnia.

## Familia
Pisón fue miembro de los Calpurnios Pisones, de la rama de los Frugis, hijo del historiador homónimo Lucio Calpurnio Pisón Frugi y padre del también homónimo Lucio Calpurnio Pisón y de Marco Pupio Pisón Frugi, entregado en adopción a un miembro de la gens Pupia.

## Carrera pública
Sirvió con distinción a las órdenes de su padre en Sicilia cuando este fue gobernador de la provincia. Obtuvo la pretura en el año 113 a. C. y fue enviado a la Hispania Ulterior donde tuvo que hacer frente a varias revueltas. Después de ver su mando prorrogado, murió en combate en el año 111 a. C.
Cicerón cuenta que habiendo sido dañado su anillo senatorial en una batalla, hizo que un artesano de Corduba se lo arreglase en el mismo foro de la ciudad mientras él observa el trabajo sentado en la silla curul.